# Viaduc de la Violette
Le viaduc de la Violette est un viaduc autoroutier français situé sur l'autoroute A75 dans le département de la Haute-Loire, en France.

## Géographie
Cet ouvrage d'art d'une longueur de 564 m conçu pour franchir la vallée de la Violette a été mis en service au printemps 1991. Il se trouve sur la commune de Grenier-Montgon, à l'est du hameau de Montgon. Il permet à l'autoroute A75 de passer du départements de la Haute-Loire vers le département du Cantal. Ce viaduc domine la vallée de 75 mètres.

## Caractéristiques techniques
Le tablier est soutenu par des poutres d'acier en T de 10,75 m de haut et 2,63 m de large. La longueur totale du pont est de 564 m et la longueur des travées est de 42 m. La hauteur des piles va jusqu'à 75 m. Le tablier est en béton, l'épaisseur de la dalle est de 0,30 m. Le pont pèse 40 000 tonnes.